# Hakea preissii
Hakea preissii är en tvåhjärtbladig växtart som beskrevs av Meissn.. Hakea preissii ingår i släktet Hakea och familjen Proteaceae. Inga underarter finns listade i Catalogue of Life.